# Symetric-Arbel
Symetric-Arbel war eine französische Automarke.

## Unternehmensgeschichte
Automobiles François Arbel wurde 1951 in Paris gegründet. In Zusammenarbeit mit den Brüdern Loubière begann die Entwicklung von Automobilen. 1958 endete die Produktion, als das Unternehmen aufgelöst wurde.

## Fahrzeuge
Das einzige angebotene Modell war eine große Limousine mit Schiebetüren und zwei Panoramascheiben. Als Besonderheit waren Front und Heck nahezu symmetrisch. Angetrieben wurde der Wagen von Elektromotoren in den vier Rädern. Dazu gab es einen Generator, der von einem Simca-Motor betrieben wurde. Bei einem Radstand von 3 Metern betrug die Fahrzeuglänge 5 Meter, die Fahrzeugbreite 1,8 Meter und die Fahrzeughöhe 1,55 Meter.